# Eastern Province Elephants
Eastern Province Elephants è la squadra rappresentativa della federazione provinciale sudafricana di rugby a 15 della zona occidentale della Provincia del Capo Orientale
Gli Elephants sono governati dall'organismo territoriale dell'Eastern Province Rugby Union (EPRU) e rappresentano la metà a ovest della provincia del Capo Orientale. Disputano le gare interne al Nelson Mandela Bay Stadium di Port Elizabeth.

## Storia
Prima del 2010 la squadra era chiamata Mighty Elephants, in seguito assunse la denominazione Eastern Province Kings per uniformità con la franchigia dei Southern Kings, la quale seleziona i propri giocatori dalle squadre provinciali degli Eastern Province Kings, dei Border Bulldogs e degli Eagles.
Nel 2018 si decise il ritorno al logo tradizionale raffigurante un elefante africano e la nuova denominazione ufficiale della squadra fu conseguentemente mutata in Eastern Province Elephants.